# 阿斯帕魯赫峰

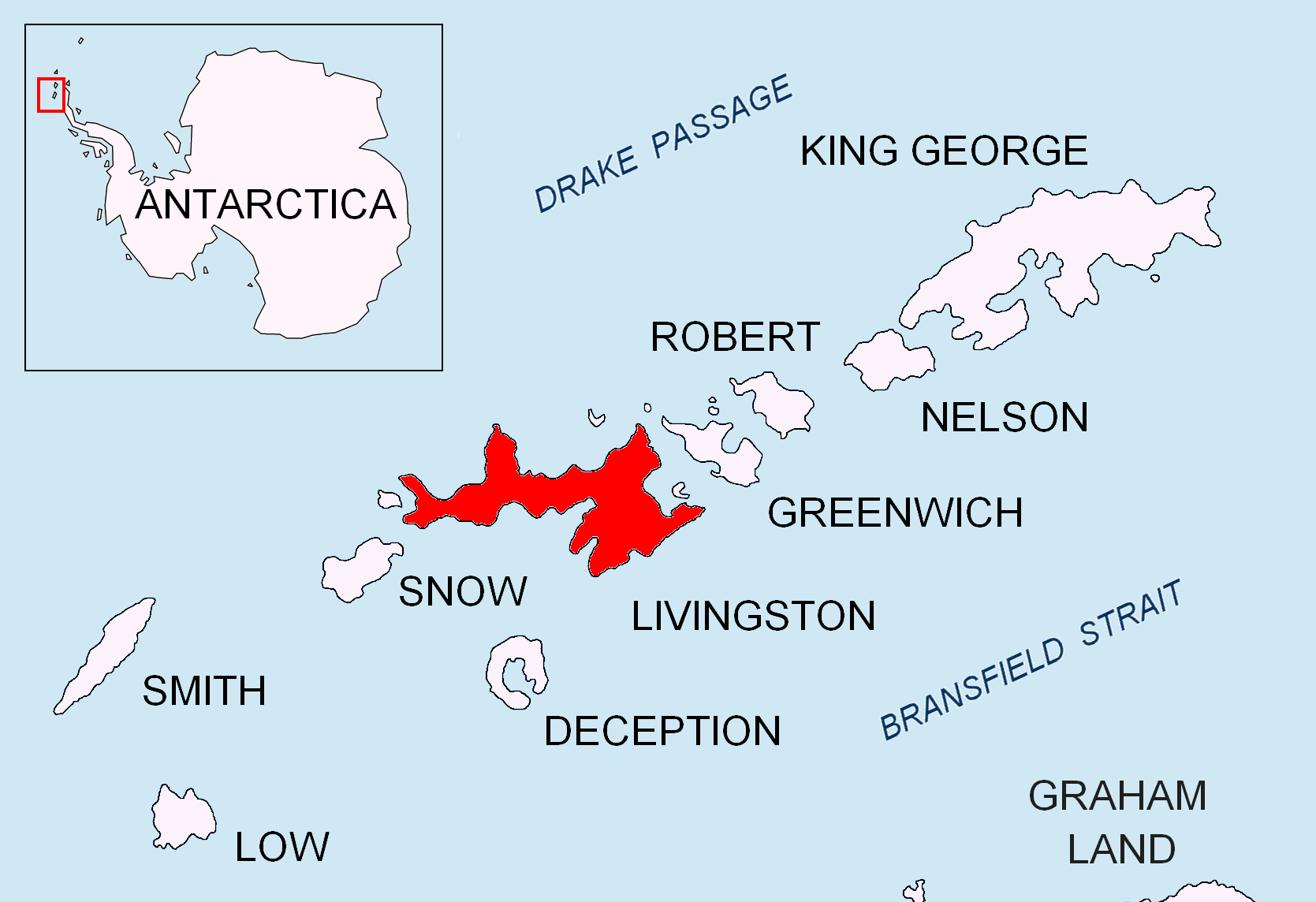

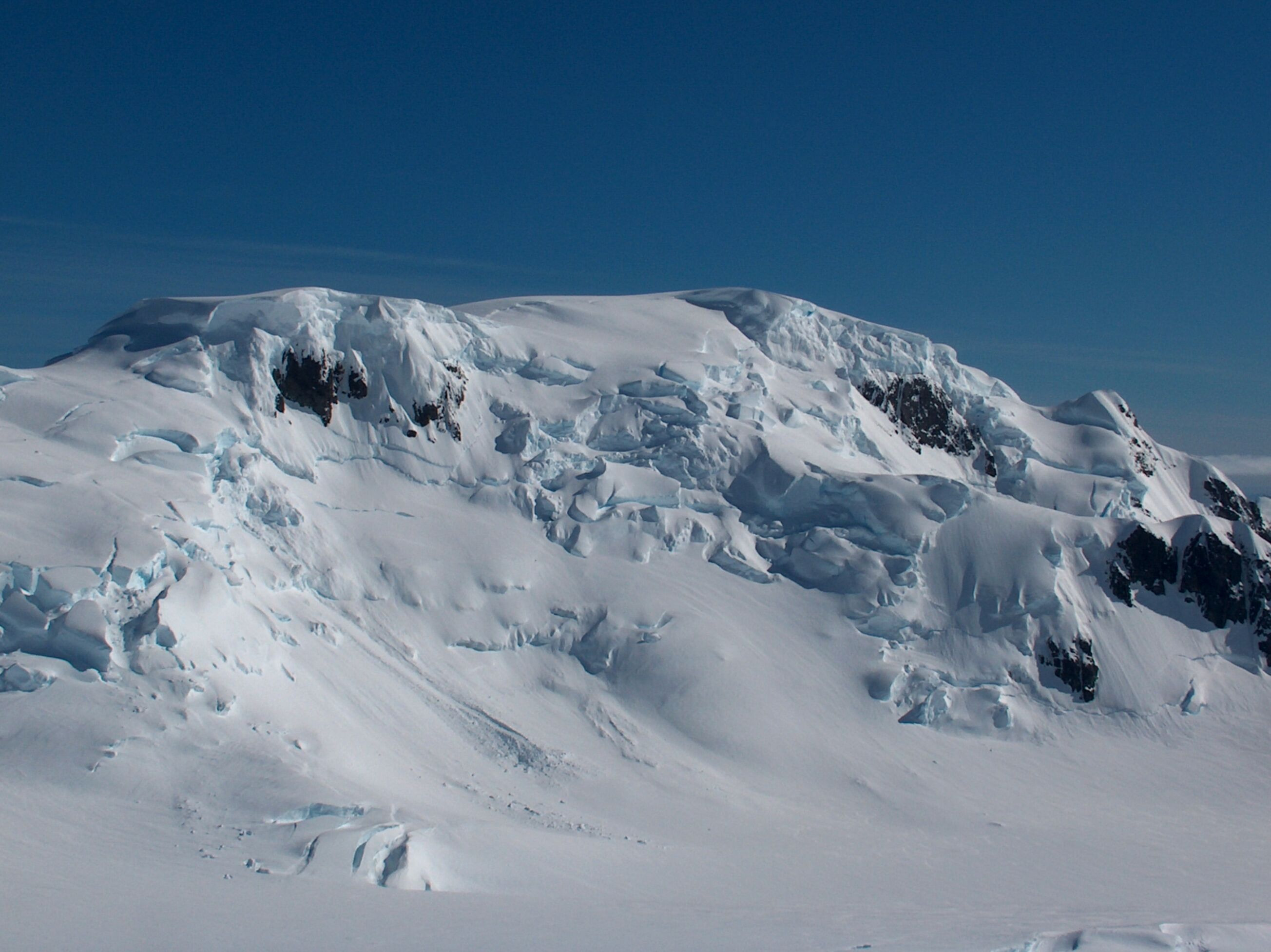

阿斯帕魯赫峰是南極洲的山峰，位於南設得蘭群島的利文斯頓島，屬於鮑爾斯嶺的一部分，處於鮑爾斯山以東2.52公里、梅爾尼克峰以南1.26公里和阿塔納索夫冰原島峰以西1.96公里，海拔高度760米，
62°36′47″S 60°09′14″W / 62.61306°S 60.15389°W

## 外部連結
- Asparuh Peak. （页面存档备份，存于） SCAR Composite Gazetteer of Antarctica.